# Antoine de Laforêt
Antoine René Charles Mathurin, comte de Laforêt – auch Comte de La Forêt – (* 7. August 1756 in Aire-sur-la-Lys; † 2. August 1846 auf Schloss Fréchines – Arrondissement Blois) war ein französischer Diplomat in Diensten des Ancien Régime, der Ersten Französischen Republik, des Ersten Kaiserreichs und der Restauration.

## Leben
Laforêt begann eine militärische Ausbildung und wurde 1772 Unterleutnant in einem Infanterieregiment. 1774 wechselte er jedoch in den diplomatischen Dienst und wurde 1779 zum Sekretär der französischen Gesandtschaft in den Vereinigten Staaten ernannt. Nacheinander bekleidete er das Amt eines französischen Vizekonsuls in Savannah, Philadelphia und New-York und wurde 1788 dann Generalkonsul. Im September 1793 kehrte er nach Frankreich zurück und wurde Stellvertreter des Ministers, Jean Antoine Joseph Fauchet. Am 5. November 1796 wurden beide entlassen, aber bereits am 18. Juli 1797 übertrug ihm der französische Außenminister, Talleyrand, die Leitung seiner Rechnungsabteilung. Laforêt begleitete 1801 Joseph Bonaparte als erster Sekretär der französischen Delegation zu den Verhandlungen des Friedens von Lunéville. Danach war er in München tätig, bevor er als Vertreter Frankreichs zum Reichstag nach Regensburg gesandt wurde. Dort spielte er bei der Aushandlung und Durchsetzung des Reichsdeputationshauptschlusses eine wichtige Rolle. Am 1. Mai 1805 übernahm er die Aufgabe eines bevollmächtigten Ministers in Berlin. 1808 wurde er zum Botschafter in Madrid ernannt und nahm diese Aufgabe fünf Jahre lang wahr. 1813 handelte er mit dem Vertreter von Ferdinand VII., José Miguel de Carvajal, den Vertrag von Valençay aus. Nach dem Rücktritt von Napoleon Bonaparte übertrug ihm der Bourbonen-König Ludwig XVIII. die Leitung des Außenministeriums der provisorischen Regierung (Première Restauration), die er kurzfristig vom 3. April bis 12. Mai 1814 ausübte. Nach der Rückkehr Napoleons wurde Laforêt am 11. Mai 1815 in das Parlament der Herrschaft der Hundert Tage gewählt. Während der zweiten Restauration wurde Laforêt nochmals bevollmächtigter Minister für die Beziehungen zu den Alliierten.

## Ehrungen
Am 28. Januar 1809 wurde Laforêt zum Grafen des französischen Kaiserreichs (comte de l'Empire) ernannt. 1813 erhielt er das Großkreuz des Ordens der Wiedervereinigung. Am 20. August 1814 wurde er mit dem „Grand Cordon“ der Ehrenlegion ausgezeichnet.
Im März 1819 wurde er zum Pair von Frankreich ernannt und war bis 1830 Mitglied der Chambre des Pairs. 1825 wurde Laforest noch Ministre d’État. In der Julirevolution von 1830 verlor Laforêt diese Ehrenämter.